# Églises du Christ internationales
Ne doit pas être confondu avec les Églises du Christ
 (avril 2015).
Si vous disposez d'ouvrages ou d'articles de référence ou si vous connaissez des sites web de qualité traitant du thème abordé ici, merci de compléter l'article en donnant les références utiles à sa vérifiabilité et en les liant à la section « Notes et références ».

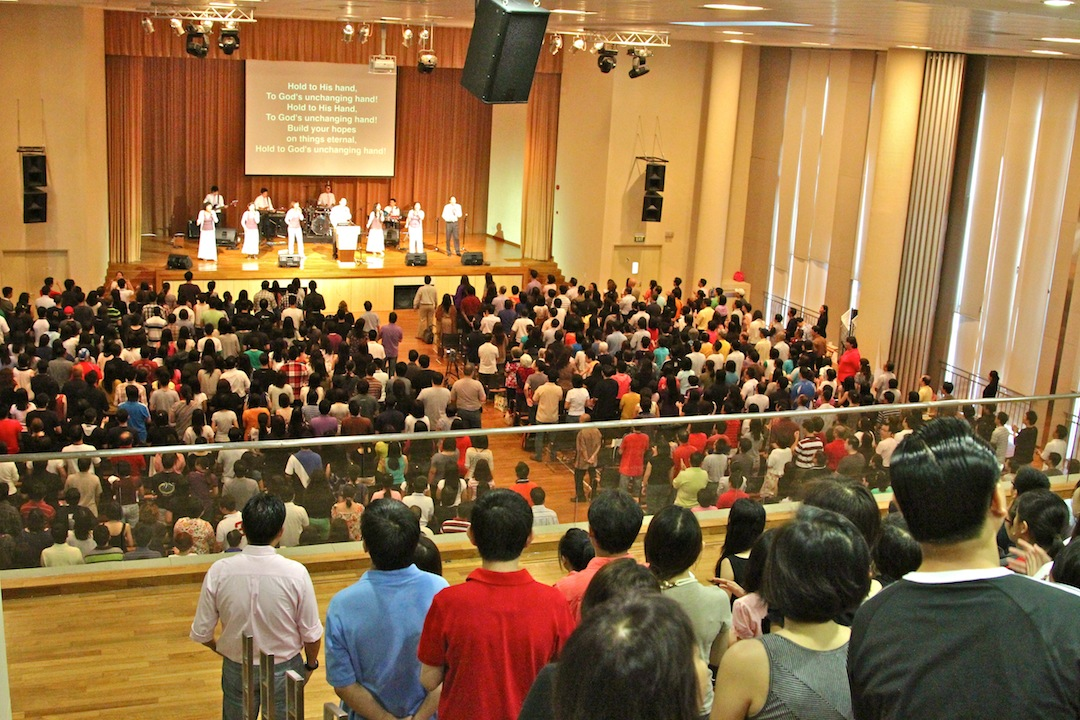
Culte à la Central Christian Church de Singapour.

Les Églises du Christ internationales sont une confession chrétienne de courant mouvement de restauration.

## Histoire

### XIXesiècle

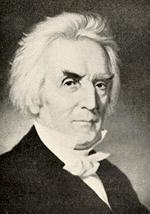
Alexander Campbell (1788 – 1866)

L'histoire remonte au XIXe siècle aux États-Unis,. Il s'agissait d'une période de très grand dynamisme pour les diverses Églises protestantes en Amérique du Nord, et c'est lors du Second grand réveil qu'eut lieu un vaste mouvement de rassemblement d'Églises aux États-Unis, le Mouvement de restauration,,, appelé aussi Stone-Campbell (du nom des deux principaux initiateurs du rassemblement).
Le principe fondamental du mouvement est d'appeler les chrétiens et les Églises chrétiennes à abandonner les croyances, termes et credo qui ne sont pas d'origine biblique, et à s'unir non sur le fait d'appartenir à telle ou telle branche du protestantisme, mais uniquement sur la base du message évangélique, c'est-à-dire conforme à ce que prêchaient et vivaient les premiers chrétiens. Les principes fondamentaux du mouvement de restauration incluent  les points suivants : 
- Jésus est le Christ, le Fils de Dieu ;
- les chrétiens doivent célébrer la Sainte Cène le premier jour de chaque semaine ;
- le baptême ne doit être administré qu'aux croyants adultes, et nécessairement par immersion[7].

L'une des branches de ce mouvement s'appelle les Églises du Christ. Les Églises internationales du Christ s'en sont séparées à la suite des événements suivants : 
- Émergence au sein des Églises du Christ au cours des années 1970 d'un mouvement de « discipulat »[8].
- Développement de ce mouvement de discipulat dans le cadre du ministère universitaire de Chuck Lucas à l'Université de Floride[8] à Gainesville, en Floride sous le nom de Campus Advance. Ce programme engageait ses membres à une forte action évangélique et à une atmosphère religieuse intime sous la forme de « discussions spirituelles » avec des « partenaires de prière », des pratiques qui ont été critiquées pour leur intrusivité[9].
- L'un des convertis de Lucas, Kip McKean, s'est installé à Boston en 1979 et a utilisé les mêmes pratiques de discipulat. Ce groupe s'est rapidement développée et a été rebaptisé Église du Christ de Boston[8].
- L’Église du Christ de Boston a connu une très forte croissance mais a été accusé de pratiques sectaires, notamment en raison de la nature intrusive de ses méthodes de mentorat et de discipulat[10].
- La rupture a été officialisée avec les Églises du Christ en 1993 lorsque le mouvement s'est organisé sous le nom d'« Églises internationales du Christ »[8].

Le mouvement, considéré comme une secte en France à juste titre, a été dissous en septembre 2003 à la suite d'une lettre d'Henri Kriette dénonçant les dérives : infantilisation des adeptes, contrôle de leurs vies et surtout des salaires mirobolants de la part des dirigeants, environ 10 000 € par mois en équivalents temps plein.[réf. nécessaire]